# Mekongina lancangensis
Mekongina lancangensis är en fiskart som beskrevs av Yang, Chen och Yang 2008. Mekongina lancangensis ingår i släktet Mekongina och familjen karpfiskar. Inga underarter finns listade i Catalogue of Life.